# 에버레디 계획
에버레디 계획(Plan Everready)은 6.25 전쟁 당시 대한민국 측이 미국 측의 의도와 달리 돌발 행동을 할 때를 대비해 만든 미국의 군사 작전으로서, 대한민국 행정부를 교체하기 위한 전반적인 계획을 담고 있다.

## 에버레디 작전 계획의 배경

### 이승만과 미국의 입장 차 존재
이승만은 이미 시작된 6.25 전쟁에서 승리하여 북진통일을 이루던지, 분단 상태에서 한미상호방위조약 둘 중의 하나를 원했다. (사실 두 방안 모두 대한민국의 안위를 위해서라는 측면에서는 맥락을 같이한다. 북진통일은 그렇지 않지만, 분단 상태가 이어질 경우 6.25 전쟁이 재발할 위험이 언제나 도사리고 있었기 때문이었다.)  그러나 초기 1년을 제외하고는 휴전선 부근에서 교착 상태가 이어지고 있었기에 미국은 6.25 전쟁을 빨리 마무리 짓고 싶어했다. 그렇기에 이승만은 사실상 한미상호방위조약을 원했던 것이라고 할 수 있다. 문제는 당시 대한민국은 그렇게 군사적/정치적으로 가치 있는 국가가 아니었다는 것이다. 3년간의 전쟁으로 전 국토가 황폐화되어 도움을 받았으면 받았지 줄 수는 없는 국가였기 때문이다. 따라서 미국으로서는 한국과 상호방위조약을 맺을 이유가 없었다. 이 때문에 조약을 체결하기 위해서는 한국이 미국에 적극적으로 매달리는 수밖에 없었다. 

### 이승만의 정치적 돌출행동

#### 집권연장을 위한 개헌안 부결
52년 초, 이승만의 부산정부는 집권연장을 위한 개헌문제로 혼란을 야기했다. 이승만 대통령은 정당 무용론을 주장하는가 하면, 백골단과 같은 청년 단체들이 국회 의사당을 포위하는 등 공포분위기가 조성되고 있었다. 이러한 긴장감은 한민당이 다수인 국회에서 대통령 직선제 개헌안이 압도적으로 부결됨을 계기로 불붙은 것이었다. 주한 미 대사 존 무초는 52년 2월, 한국의 정치상황을 미 국무성에 보고했다. 이승만 대통령의 완고함에 무초는 자신의 입장만을 전달하기로 결심, 이승만 대통령을 방문하여 한국 내에는 유엔 산하기관과 미 정부기관 및 정보기관, 그리고 수많은 외국 언론인들이 와 있기 때문에 한국은 사실상 어항 안의 물고기인 셈이라고 자제(무리한 집권연장을 하지말라)를 부탁했다.

#### 야당 의원 50여명의 헌병대 연행
한국의 정치적 상황을 크게 우려하던 미국의 판단은 현실로 나타나기 시작했다. 52년 5월 27일 직선제 개헌을 위한 부산 정치파동이 발생했다. 이승만 정권은 공비침투를 우려한다는 이유로 23개 시/군에 계엄령을 선포했고, 40여 명의 의원을 태운 국회 통근버스가 헌병대 견인차에 의해 끌려갔다. 이에 따라 이승만 대통령에 대한 미국의 불신은 이승만 대통령 제거를 시도하는 방향으로 발전했다. 주한 미 대사(대리대사) 라이트너는 미 국무성에 낸 비밀편지를 통해 계엄령 해제와 체포의원석방을 유구한 유엔 한국통일부흥위원단(언커크) 성명을 즉시 시행토록 하여 이승만 대통령이 고집을 부릴 경우 무력사용을 고려하고 있음을 분명히 해야한다고 건의했다. 라이트너는 또, 미 국무성과의 서신 협의과정에서 유엔군 사령부의 계엄령 선포문제를 거론했고, 이 과정에서 이승만 대통령 각료들의 협조를 받아내며 이것이 거부될 경우, 이승만 대통령을 연금하는 것을 포함하여 경찰과 부산 군대시설 접수, 국회의원 및 가족신변보호, 구속자 석방 등을 상정했다. 이승만 정권은 언커크 및 주한미군 사령부의 경고에도 불구하고 국회의원 검거와 협박을 계속했다. 또 5월 30일, 미 대사관측이 전달한 언커크 입장지지와 계엄령 해제촉구 각서를 이승만 대통령은 무시했다.

#### 국회 해산을 막은 미국 대통령의 최후통첩
6월 2일 트루먼 미 대통령은 한국 사태에 우려를 표하고, 위기를 종식시킬 수 있는 방안을 촉구하는 친서를 주한 미국 대사관에 보냈다. 이 친서에서, 트루먼은 ‘회복할 수 없는 조치’에 대한 경고도 포함시켰으며, 이는 최후통첩임을 이승만 대통령에게 분명히 전달하도록 라이트너에게 지시했다. 6월3일 오전 11시, 라이트너는 트루만의 메시지를 이승만 대통령에게 전달했다. 바로 그때, 국회 해산문제를 두고 국무회의가 옆방에서 열리고 있었으며 이날 이승만 대통령은 국회해산을 하지 않기로 결정하고 회의를 끝냈다. 개헌안으로 야기된 정치파동의 수습방안을 두고 이승만 대통령과 미국 정부간의 갈등은 계속되었으나, 7월4일 이승만 대통령의 의도대로 발췌개헌안이 국회에서 통과되었으며 유엔군 사령부의 개입계획은 보류되었다.

### 6.25 전쟁종결/ 한미상호방위조약을 둘러싼 이승만과 미국의 강 대 강 정치적 대결
이승만과 미국의 입장차가 기본적인 전제가 된 채, 이승만의 여러 돌출 정책들은 에버레디 작전이 계획되는 계기가 되었다. 아이젠하워는 전쟁의 조기 종식을 공약으로 내건 채 당선되었고, 휴전 대신 북진을 요구하는 이승만과 대립각을 이룰 수 밖에 없었다. ‘아이젠하워는 3일간의 방한 중 이승만을 만나는데는 고작 1시간 정도만, 그것도 이승만이 사정 사정해서 만나준 것이었다.’ 이승만은 휴전을 저지시키기 위해서 전국 곳곳에서 ‘휴전반대’시위를 벌였고(이는 관제시위라기 보다는 국민의 여론이기도 했다.) 4월에는 국회에서 북진통일 결의안을 발표하기도 했다. 그래도 미국이 입장을 바꾸지 않자 이른바 ‘반공포로 석방사건’ (1953년 6월)을 일으킨다.

## 에버레디 작전 상술
미국은 1953년 휴전협정 60조에 의한 정치회담이 실패하거나, 지연될 경우 이승만 대통령이 단독으로 한국군에 대한 북진 명령을 내릴 가능성이 있다는 가정하에 이승만 대통령을 연금, 계엄령을 선포하는 등의 계획을 세웠다. 이는 한국군의 독자적인 행동이 불가능하도록 한 조처였다. 이것이 곧 에버레디 계획이다. 이 계획은 1953년 10월 28일 유엔 군사령관 헐 장군과 미 육군참모총장 리지웨이 장군이 승인, 미 국무장관에게 보고된 에버레디 수정계획에 포함되어 있다. 에버레디 계획은 정치회담을 전후하여 한국군에 대한 유엔군 사령부의 작전통제권이 약화될 경우, 유엔군 사령부의 지휘권을 확립하고 유엔의 역할을 보장하기 위함이었다.
에버레디 계획
-한국군 합참의장에게 유엔군이 조치를 따르도록 한다.
-이승만 정권을 따르지 않는 군사령관들을 회유, 군사행동을 자제하도록 하고 이들과 반 체제 지도자들을 보호한다. 
-한국군에 대한 일체의 육 해 공군 지원을 중단하여 한국의 수송로와 전력시설을 장악한다
-이승만 대통령에게 유엔군 사령부의 정책노선을 따르도록 하고, 이 노선을 지키도록 한국군에게 명령토록 한다.
-만약 이승만이 이를 거부할 경우 이승만 정권의 승인을 취소하고 한국군을 유엔군에서 축출한다.
-이승만 정권의 승인을 취소하며 유엔군으로부터 한국군을 축출한다
-해안봉쇄를 단행하고 계엄령을 선포한다
(1984년 6월 8일자 동아일보 5면 인용)

## 같이 보기
- 부산 정치 파동